# Justo García Soriano
Justo García Soriano (Orihuela, 14 de abril de 1884-Madrid, mayo de 1949) fue un escritor, archivero y bibliotecario español.[cita requerida]

## Biografía
Según su nieto Luis Angel García Melero, Justo García Soriano nació en la localidad alicantina de Orihuela el 14 de abril de 1884. En 1901 se trasladó a Madrid para comenzar la carrera de Filosofía y Letras y pasó a colaborar asiduamente con algunos periódicos como El Parlamentario, La Correspondencia Política y Diplomática. Publicó su primer libro, el poema “Esperanza” en el mismo año.
Ingresó en el Cuerpo de Archiveros en 1915 después de haber ejercido la enseñanza en el Centro Católico de Enseñanza "Cardenal Cisneros", donde tuvo como alumno al catedrático Pedro Sainz Rodríguez. Como funcionario del Cuerpo Facultativo de Archiveros, Bibliotecarios y Arqueólogos fue destinado a los archivos de las Delegaciones de Hacienda en Albacete (1915-1916), Murcia (1916-1920) y Toledo (1920-1921). Casó en primeras nupcias con Eloísa Morales Doblado, con la que tuvo tres hijos: Justo, Ángel y Alfonso. El 24 de agosto de 1923 casó en segundas nupcias con Áurea Camarero Rodríguez que le dio otros ocho hijos. Su hijo Justo García Morales y su nieto Luis Ángel García Melero seguitaron las huellas paternas. Falleció en Madrid, en el mes de mayo de 1949 después de una larga enfermedad. El Archivo de Orihuela llevará el nombre de Justo García Soriano, protector de su patrimonio durante la Guerra Civil.[cita requerida]

## Obras
- "Vocabulario del dialecto murciano"
- "La Reconquista de Orihuela, su leyenda y su historia"
- "El Museo de Orihuela"
- "El proceso de Carranza"
- "Martínez Marina. Celebración de su centenario por Vicente Castañeda, Adolfo Posada y Justo García Soriano"
- "Un códice visigótico del siglo IX" (Reseña bibliográfica)
- "El humanista Francisco Cascales, su vida y sus obras"
- "Los dos "Don Quijotes," investigaciones acerca de la génesis de "El ingenioso hidalgo" y de quién pudo ser Avellaneda"
- "El teatro universitario y humanístico en España"